# خداشناسی آناباپتیست

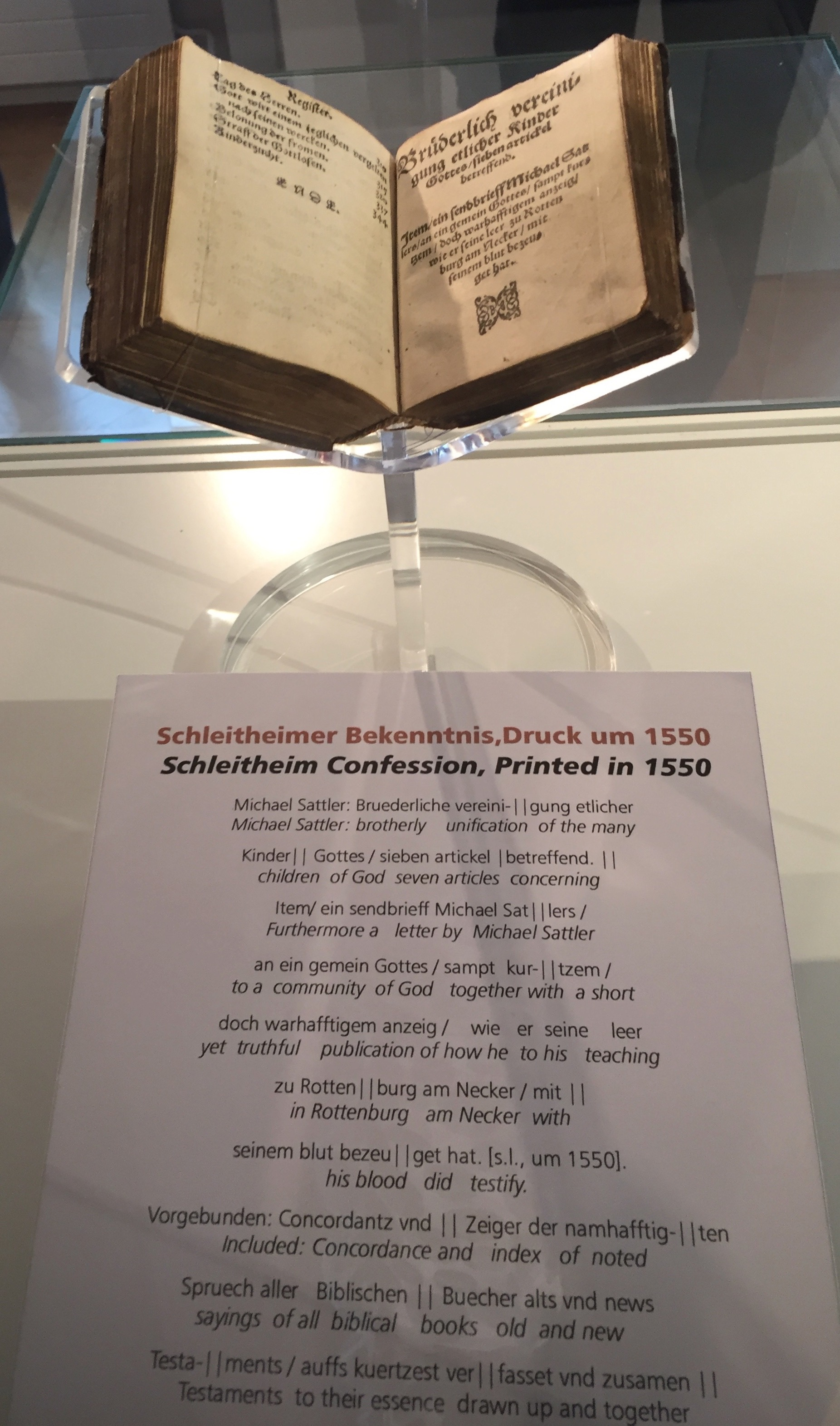

خداشناسی آناباپتیست یا الهیات آناباپتیست (به انگلیسی: Anabaptist theology) که به عنوان دکترین آناباپتیست نیز شناخته می‌شود، یک سنت الهیاتی است که آموزه کلیساهای آناباپتیست را منعکس می‌کند. شاخه‌های اصلی مسیحیت آناباپتیست (شامل منونایت‌ها، آمیش‌ها، هاترایت‌ها، برودرهوف، برادران شوارتزناو، برترن ریور و مسیحیان حواری) بر آموزه‌های اصلی توافق دارند، اما در عمل دارای تفاوت‌های ظریف هستند. در حالی که پایبندی به آموزه در مسیحیت آناباپتیست مهم است، زندگی عادلانه تا حد زیادی مورد تأکید است.